# Figli degli Dei

Il logo del set

Figli degli Dei (in inglese Born of the Gods) è un'espansione del gioco di carte collezionabili Magic: l'Adunanza, edito da Wizards of the Coast. In vendita in tutto il mondo dal 7 febbraio 2014, è il secondo set di tre del Blocco di Theros, che comprende anche Theros e Viaggio verso Nyx.

## Ambientazione
(Elspeth)
Figli degli Dei è ambientata sul piano dimensionale di Theros, dove la viandante dimensionale Elspeth Tirel si è rifugiata. L'eroina non ha però trovato pace, ma è diventata la campionessa di Eliod, il dio del sole, e ha inavvertitamente permesso a Xenagos, un viandante dimensionale satiro originario di Theros, di compiere un rito che gli ha permesso di ascendere nel pantheon come divinità della dissolutezza. Questo ora minaccia le fondamenta stesse dell'universo, rendendo sempre più sottili i confini che separano il mondo fisico dei mortali e Nyx, il regno del cielo notturno dove dimorano gli dei.

## Caratteristiche
Figli degli Dei è composta da 165 carte, stampate a bordo nero, così ripartite:
- per colore: 29 bianche, 28 blu, 29 nere, 29 rosse, 28 verdi, 13 multicolore, 6 incolori, 3 terre.
- per rarità: 60 comuni, 60 non comuni, 35 rare e 10 rare mitiche.

Il simbolo dell'espansione è composto dalle corna di Xenagos, e si presenta nei consueti quattro colori a seconda della rarità: nero per le comuni, argento per le non comuni, oro per le rare, e bronzo per le rare mitiche.
Figli degli Dei è disponibile in bustine da 15 carte casuali e in 5 mazzi tematici precostituiti da 60 carte ciascuno:
- Doni degli Dei (bianco/blu)
- Ispirazione Divina (blu/nero)
- Principio di Morte (nero/verde)
- Forgiato in Battaglia (rosso/bianco)
- Fame Insaziabile (verde/rosso)

### Prerelease
Figli degli Dei fu presentata in tutto il mondo durante i tornei di prerelease il 1º febbraio 2014. Diversamente dal solito, durante il prerelease ogni giocatore ha dovuto scegliere un "destino dell'eroe", ricevendo un cofanetto del colore appropriato (uno per ognuno dei cinque colori della magia), che oltre a contenere diverse bustine da 15 carte casuali, forniva una "bustina selezionata", contenente in maggioranza carte del colore corrispondente al destino scelto. Queste confezioni contenevano anche una speciale carta olografica promozionale che, contrariamente rispetto alla norma degli altri tornei di prerelease, poteva essere inclusa all'interno del proprio mazzo durante il torneo. La carta promo era differente per ogni destino dell'eroe, ma tutte e cinque presentavano un'illustrazione alternativa rispetto alle carte che si potevano trovare nelle bustine. Ecco di seguito l'elenco:
- Sentinella Silente
- Ordinatrice dell'Ideale
- Divoratore di Speranza
- Drago Attizzaforgia
- Devastatrice delle Terre Selvagge Nessian

Durante il Game Day (evento successivo al torneo di release ufficiale), inoltre, i giocatori di Magic hanno potuto prendere parte ad un mini-gioco parallelo al torneo normale, chiamato "Affronta l'Orda": utilizzando le speciali carte "Eroe" ottenute nei precedenti tornei ed i loro mazzi, chiunque lo desiderasse avrebbe potuto giocare una partita contro l'organizzatore dell'evento, in possesso di uno speciale mazzo "Orda" fornito dalla Wizards. Tale mazzo non poteva essere modificato e conteneva carte differenti dal normale (creature speciali di tipo Minotauro, artefatti e stregonerie); la partita stessa seguiva regole differenti, come per esempio l'assenza per il mazzo Orda di ogni zona di gioco all'infuori del mazzo, del cimitero e del campo di battaglia. L'Orda non ha punti vita, ma i danni ad essa inflitti la costringono a mettere nel suo cimitero altrettante carte dalla cima del mazzo: l'avversario è considerato quindi sconfitto quando non ha più carte nel proprio grimorio.

### Ristampe
Nel set sono state ristampate le seguenti carte da espansioni precedenti:
- Divinazione (presente nei set base Magic 2010 e da Magic 2012 a Magic 2014 compresi, oltre che nell'espansione Ascesa Oscura)
- Calappio d'Eternità (dall'espansione Spirale Temporale)
- Necromorso (dall'espansione Ritorno di Avacyn)
- Revocare Esistenza (dall'espansione Cicatrici di Mirrodin, presente anche nel set speciale Venser vs. Koth)
- Tamburo Foglia di Primavera (dall'espansione Lorwyn)

## Novità
Figli degli Dei introduce nuove abilità nel gioco, oltre a sviluppare quelle introdotte nel set precedente, come Conferire o Eroismo, mentre Mostruosità non viene ripresa. Inoltre in questa espansione viene presentata una nuova carta Planeswalker.

### Nuove abilità
- Ispirazione

Ispirazione è una parola chiave presente in numerose creature dell'espansione, seguita da un effetto differente per ognuna di esse. L'effetto in questione si applica ogniqualvolta la creatura viene STAPpata.
- Tributo

Quando una creatura con tributo entra nel campo di battaglia, l'avversario può decidere se pagare o meno il tributo. Se il tributo viene pagato la creatura riceve un certo numero di segnalini +1/+1 (questo numero è specificato dal tributo). Se il tributo non viene pagato, la creatura non riceve segnalini +1/+1, ma si innesca un secondo effetto differente per ogni carta. Questo effetto è penalizzante per l'avversario, che si trova così a dover scegliere se pagare il tributo e fronteggiare una creatura più grossa o subire le conseguenze di un tributo non pagato.

### Nuovi Planeswalker

#### Kiora della Grande Onda
Kiora è una Planeswalker tritona, originaria del piano di Zendikar. A causa della sua razza e dei suoi poteri, gli abitanti dei mari di Theros la considerano un vassallo di Thassa, la dea dei mari, o addirittura una sua manifestazione terrena. Equivoco che Kiora non si è data pensiero di chiarire. Il motivo che l'ha spinta verso Theros è la ricerca di una creatura degli abissi che sia capace di contrastare in potenza gli Eldrazi che stanno devastando il suo piano d'origine.